# وجود (فیلم ۱۹۹۸)
وجود (به هندی: Wajood) فیلمی محصول سال ۱۹۹۸ و به کارگردانی ان چاندرا است. در این فیلم بازیگرانی همچون نانا پاتیکار، مادهوری دیکشیت، موکول دو، رامیا کریشنان، جانی لور، پاریکشیت سهنی، شیواجی ساتام ایفای نقش کرده‌اند.